# Jang Li-vej
Jang Li-vej (egyszerűsített kínai: 杨利伟; hagyományos kínai: 楊利偉; pinjin: Yáng Lìwěi; Suizhong megye, 1965. június 21.  – ) kínai pilóta, űrhajós. A Sencsou–5 (Shenzhou–5) volt az első kínai emberes űrrepülés. Az első kínai, aki eljutott a világűrbe.

## Életpálya
Vadászpilótaként 1350 órát repült 1998. januártól részesült űrhajóskiképzésben. 14 kiképzett űrhajós közül választották ki.168 centiméter magas és  65 kilogramm.  Alapvető feladata volt – felszállni, néhány orbitális manővert végrehajtani és épségben visszatérni. Az űrhajó magával vitt 1 kilogramm növényi magvat, amit a leszálló  orbitális fülkében visszahozott a Földre. A repülés alatt  – a pilótafülkében – minimális programot hajtott végre csillagászati, földfotózási és egyéb kísérleti témakörben. Étkezés során rizst, csípős-savanyú húst és csirkét fogyasztott, illetve gyógyfüvekből készült italt ivott.

## Űrrepülések
A Sencsou–5 (Shenzhou–5)-öt Hosszú Menetelés 2F rakétával a Góbi-sivatagból 2003. október 15-én, a {{{2}}} (Csiucsüan Űrközpontból) indították útjára. 21 órát, 23 percet és 43 másodpercet töltött a világűrben, amely alatt a Sencsou–5 (Shenzhou–5) 14 keringést végzett a Föld körül, 600 000 kilométert repülve. Az űrhajó visszatérő kapszulája 2003. október 16-án szállt le a kínai űrhajóssal Belső-Mongóliában.
Az orbitális fülkében mentő- és túlélő felszerelések (mentőtutaj, víz, kötszer, jelzőrakéta, füstgyertya, élelem, víztisztító tabletta stb.) mellett egy pisztoly is volt. Ennek oka, hogy leszálláskor ellenséges környezetbe keveredve (medvék, farkasok, tigrisek által lakott terület) védekezni kell.

## Elismerések
A Hong Kongi Egyetem tiszteletbeli doktori címet adott részére. A 21064 Yangliwei kisbolygót róla nevezték el.